# Comuna Zagra, Bistrița-Năsăud
Zagra (în maghiară: Zágra) este o comună în județul Bistrița-Năsăud, Transilvania, România, formată din satele Alunișul, Perișor, Poienile Zagrei, Suplai și Zagra (reședința).

## Demografie
Componența etnică a comunei Zagra
     Români (92,49%)
     Alte etnii (0,72%)
     Necunoscută (6,8%)
Componența confesională a comunei Zagra
     Ortodocși (83,04%)
     Penticostali (10,08%)
     Alte religii (0,06%)
     Necunoscută (6,83%)
Conform recensământului efectuat în 2021, populația comunei Zagra se ridică la 3.354 de locuitori, în scădere față de recensământul anterior din 2011, când fuseseră înregistrați 3.527 de locuitori. Majoritatea locuitorilor sunt români (92,49%), iar pentru 6,8% nu se cunoaște apartenența etnică. Din punct de vedere confesional, majoritatea locuitorilor sunt ortodocși (83,04%), cu o minoritate de penticostali (10,08%), iar pentru 6,83% nu se cunoaște apartenența confesională.

## Politică și administrație
Comuna Zagra este administrată de un primar și un consiliu local compus din 13 consilieri. Primarul, Nicolae-Eugen Bușcoi[*], de la Partidul Social Democrat, este în funcție din octombrie 2020. Începând cu alegerile locale din 2024, consiliul local are următoarea componență pe partide politice:
|  | Partid                    | Consilieri | Componența Consiliului | Componența Consiliului | Componența Consiliului | Componența Consiliului | Componența Consiliului | Componența Consiliului | Componența Consiliului | Componența Consiliului | Componența Consiliului | Componența Consiliului |
|  | ------------------------- | ---------- | ---------------------- | ---------------------- | ---------------------- | ---------------------- | ---------------------- | ---------------------- | ---------------------- | ---------------------- | ---------------------- | ---------------------- |
|  | Partidul Social Democrat  | 10         |                        |                        |                        |                        |                        |                        |                        |                        |                        |                        |
|  | Partidul Național Liberal | 3          |                        |                        |                        |                        |                        |                        |                        |                        |                        |                        |

## Atracții turistice
- Biserica de lemn "Cuvioasa Paraschiva" din satul Zagra, construită în 1698, monument istoric
- Biserica de lemn "Sfinții Arhangheli Mihail și Gavriil" din satul Suplai, construită în anul 1711, monument istoric
- Biserica ortodoxă din satul Poienile Zagrei, construită în anul 1904
- Biserica ortodoxă din satul Zagra, construită în anul 1924
- Biserica ortodoxă din satul Suplai
- Rezervația naturală "lacul Zagra" (1 ha)

## Personalități născute aici
- Nicolae Drăganu (1884 - 1939), filolog, lingvist, istoric literar român și deputat în Marea Adunare Națională de la Alba Iulia.
- Victor Corbu (1869 - 1943), medic, publicist, participant la Marea Adunare Națională de la Alba Iulia.